# جزاع الصويلح
جزاح الصويلح من مواليد الكويت في 1969، أحد القراء المشهورين في دولة الكويت، ومدرس للقرآن والتجويد في جامعة الكويت، وقرأ على يده جمع غفير من دولة الكويت ومن خارجها، وقد حصل على الإجازة من عدة شيوخ منهم أحد عبد العزيز الزيات، وعبد الحكيم.

## المؤهلات العلمية والخبرات في مجال القرآن الكريم وعلومه
الشيخ جزاح بن فليح الصويلح خريج كلية الشريعة والدرسات الإسلامية من جامعة الكويت، وعُيِّن مدرّس مادة التجويد والقرآن في جامعة الكويت في كلية الشريعة، ثم أصبح مدير منازل القرآن الكريم بكلية الشريعة والدراسات الإسلامية، وأُجيز في القرآن الكريم من كبار القرآء مثل :أحمد عبد العزيز الزيات، وعبد الحكيم عبد اللطيف شيخ مقرأة الأزهر، وأم السعد شيخة قراءة الأسكندرية وغيرهم، فدرس أصول القراءات العشر الكبرى والصغرى، كما درس مادة القرآن الكريم في قسم الحديث والتفسير بجامعة الكويت والتربية الأساسية ودور القرآن والمعاهد التطبيقية والعديد من اللجان الخيرية.

## حياته العملية
أقام العديد من الدورات في التجويد و القرآن في الكويت والدول العربية و أوروبا، وله برامج في إذاعة القرآن الكويتية وله مقابلات في التفزيون، كما شارك في العديد من لجان التحكيم في مسابقات القرآن، بالإضافة إلى إشرافه على بعض مشاريع القرآن، وهو قارئ معتمد في إذاعة القرآن الكريم بدولة الكويت و المملكة العربية السعودية.

## طلبته
تخرّج على يديه عدد من الحفّاظ والقرآء المتقنين من الرجال والنساء، وله ختمة مسجلة في إذاعة القرآن الكريم وله بعض الإصدارات في الأسواق، وهو إمام متطوّع في وزارة الأوقاف بمسجد حبيب البناي أول شارع التعاون بجانب جسر المسيلة.